# Головесня
Головесня — річка в Україні, у Новгород-Сіверському районі Чернігівської області. Права притока Десни (басейн Дніпра).

## Опис
Довжина річки 15 км., похил річки — 2,6 м/км. Площа басейну 41,9 км².

## Розташування
Бере початок у Криски. Тече переважно на північний схід через Криски, Сміле і у Деснянському впадає у річку Десну, ліву притоку Дніпра.

## Цікавий факт
- Річка протікає у Мезинському національному природному парку.